# 2023年西安中考回流生争议
2023年西安中考回流生争议，是指2023年7月14日中国陕西省西安市的中考成绩公布后，有消息称10万考生中包含部分回流生，引起争议。

## 抗议
2023年7月18日，陜西省西安市新城區大批家長聚集在該省政府前的新城廣場抗議該年中考出現大量河南回流生擠占教育資源，導致本地學生無法上高中。19日，大批家長在位於雁塔区曲江商圈長安南路563號的該省教育廳門口抗議，集體喊口號“西安娃，要上學！”，當局派大量警察在現場維穩。21日，大批家長在位於碑林区鹽店街19號的西安市信訪接待中心抗議，繼而發展到各區的信訪局門前都有家長聚集；当日下午，西安市市長叶牛平出現在現場听取家长建议，保证严肃中考政策环境。22日凌晨，西安市信訪接待中心門口有家長被帶進信訪局中，引發現場家長高喊“放人”、“ 不止三千人！停止錄取！”。22日，有抗议家长在咸阳市杨陵区政府大樓前拉起布条抗议称：“我的孩子不是新政和懒政的牺牲品”。

## 政府回应
2023年7月18日晚间，西安市教育局称，参加2023年中考的回流生为3,608名，只占全市报名人数103,031名考生的3.5%，网传“回流生4万人”信息不实。
20日，西安市教育局表示已成立联合调查组，调查对回流生报名资格等。21日晚间，西安公安发布警情通报，发现西安市某培训机构以造假方式为回流生提供服务，涉嫌违法，目前已控制涉案人员13名。
22日，西安市委、市政府成立由多部门组成的联合核查组，调查回流生的户籍、学籍、学校证明、学业水平考试成绩等，对造假考生取消录取资格，并称要查处和打击骗取考生资格的培训机构。
23日，西安市公安局莲湖分局通报，35岁男子施某某恶意编造中考回流生相关不实内容在网络社交平台发布，并被多次转发，造成恶劣社会影响。其行为涉嫌犯罪，现已被依法刑事拘留。
24日，西安市在微信公众号发布通报称，原定招生计划用于符合该市中考报名政策规定的考生，不含3,608名回流生；3,608名回流生按照志愿依同一批次、标准、学校录取分数线投档和录取，不占用原定招生计划；对造假等违法、违规行为的考生取消录取资格。